# Xystrocera boulardi
Xystrocera boulardi là một loài bọ cánh cứng trong họ Cerambycidae.